# Потоцкий, Сергей Николаевич
Серге́й Никола́евич Пото́цкий (13 сентября 1877, Санкт-Петербург — 7 января 1954, Копенгаген) — российский военный разведчик, военный агент в Бельгии и Нидерландах (1914—1917), военный агент в Дании (1917). Генерал-майор (1917).

## Биография
Православный. Из дворян Полтавской губернии. Сын профессора Михайловской артиллерийской академии генерал-лейтенанта Н. П. Потоцкого и жены его Екатерины Карловны Шейдеман, дочери генерал-лейтенанта К. Ф. Шейдемана.
В 1887 году поступил в 1-й класс Пажеского корпуса, 30 сентября 1895 года был пожалован в камер-пажи с назначением к великой княгине Елисавете Феодоровне. В 1896 году окончил Пажеский корпус и выпущен был подпоручиком в лейб-гвардии 2-ю артиллерийскую бригаду.
Чины: подпоручик гвардии (12.08.1896), поручик (ст. 12.08.1900), штабс-капитан гвардии с переименованием в капитаны Генерального штаба (ст. 23.05.1903), подполковник (ст. 6.12.1908), полковник (пр. 1917, ст. 6.12.1909), генерал-майор (11.9.1917).
В 1903 году окончил Николаевскую академию Генерального штаба по 1-му разряду. С сентября 1903 по сентябрь 1904 года отбывал цензовое командование ротой в лейб-гвардии Стрелковом полку. С 1904 года состоял старшим адъютантом Гренадерского корпуса, а с 1905 года — обер-офицером для поручений при штабе Московского военного округа. В 1908 году был назначен помощником делопроизводителя, а в 1913 году — делопроизводителем разведывательного отдела Главного управления Генерального штаба. 15 марта 1914 года назначен военным агентом в Бельгии и Нидерландах. Более того, уже летом 1914 года рассматривался вопрос о переводе Потоцкого на столь важнейшую должность, как военного агента в Берлине (на замену убывающему П. А. Базарову). С началом Первой мировой войны и быстрой оккупации Бельгии германскими войсками был вынужден покинуть Брюссель и перебрался в Копенгаген. Был прикомандирован к русской миссии в Дании (должности российского военного агента в Дании тогда не существовало, она была введена позднее и тогда же её занял С. Н. Потоцкий).
Сразу же, «с нуля», приступил к разворачиванию активной агентурной разведки в Германии с датской территории. Разведывательная сеть Потоцкого в разное время насчитывала от 9 до 20 агентурных групп. К началу 1916 года на него работал 21 агент. Германских офицеров среди них не было, но ряд агентов Потоцкого (среди них преобладали мелкие торговцы, коммивояжеры и агенты ряда фирм, имевшие право пересекать датско-германскую границу) имели прямые контакты с весьма высокопоставленными военными лицами в Германии. В Петроград им переправлялось довольно много документов и материалов — снимки, карты, копии чертежей, справочная литература. Впечатляет степень конспирации в работе С. Потоцкого с агентурой — до конца войны германская контрразведка не раскрыла ни одного из них, да и спустя век после тех событий почти все его агенты остаются неизвестными. В то же время ряд полученных от Потоцкого Генеральным штабом материалов оказались не соответствующими действительности, а некоторые его прогнозы военных планов Германии на основе имеющихся данных — ошибочными. Впрочем, с учётом того, что ведение военной разведки в годы Первой мировой войны страдало большим количеством недостатков и по существу не являлось скоординированной целенаправленной работой всей разведки, а разрозненной деятельностью военных агентов, действовавших каждый сам по себе — результаты его работы против Германии и тогда его руководством и сейчас историками разведки оценены высоко и считаются одними из лучших за всю войну.
Был награждён несколькими орденами за организацию военной разведки в Германии во время Первой мировой войны. В 1917 году был переведен на должность военного агента в Данию.
После революции 1917 года сохранил должность военного агента, во время Гражданской войны выполнял поручения лидеров Белого движения: адмирала А. В. Колчака, Главнокомандующего ВСЮР генерала А. И. Деникина и Главнокомандующего Русской армии генерала П. Н. Врангеля. В декабре 1918 — апреле 1919 годов возглавлял русскую делегацию в Германии по делам русских военнопленных. Осенью 1920 года был вызван генералом Врангелем в Крым, откуда эвакуирован с Русской армией. Числился на службе до 1922 года.
В эмиграции в Дании. До конца жизни состоял председателем Офицерского союза инвалидов в Копенгагене, Российского общества Красного Креста в Дании и Союза взаимопомощи русских офицеров в Дании. Оказывал помощь русским офицерам-эмигрантам, попавшим в Данию.
Скончался 7 января 1954 года в Копенгагене. Был женат, вдова Софья Николаевна Потоцкая (урождённая баронесса Корф). Вместе с супругой похоронен на русском участке копенгагенского кладбища Ассистенс.

## Награды
- Орден Святого Станислава 3-й ст. (1906);
- Орден Святой Анны 3-й ст. (1909);
- Орден Святого Станислава 2-й ст. (1913);
- Орден Святой Анны 2-й ст. (ВП 22.03.1915);
- Орден Святого Владимира 4-й ст. (ВП 30.07.1915);
- Орден Святого Владимира 3-й ст. (1915).